# Manuel Fernández Varela
Manuel Fernández Varela (Ferrol, 1772-Madrid, 1834) va ser un religiós i teòleg gallec, Comissari General de Croada, i membre de la Reial Acadèmia de la Història.

## Biografia
Va ser canonge degà de la catedral de Lugo el 1807. Conseller d'Estat, va travar una bona amistat amb el Duc del Infantado, del rei Ferran VII. Persona d'idees il·lustrades i amb gran sentit polític, va exercir una gran influència política durant el període absolutista i va acumular grans riqueses al llarg de la seva vida. Arran d'això, va ser nomenat per Francisco Tadeo Calomarde Comissari General de Croada el 1824.
Va ser també un notable protector de les arts, va mantenir una bona relació amb el pintor de cambra del rei, i la seva tasca com a mecenes va ser molt destacada. Sempre va procurar reanimar les arts i ciències, entre els seus actes, va donar a la Reial Acadèmia de Belles Arts, de la qual va ser vicerector, diversos llenços. En l'àmbit literari destaca el fet de fer remembrança de Miguel de Cervantes col·locant una làpida a la casa on va viure a Madrid. També va ser afeccionat a la música, fins al punt que Rossini, amb qui va mantenir una bona amistat, va compondre en honor seu un Stabat Mater.
L'escriptor Benito Pérez Galdós, el descriu com algú de cor generós, amant d'allò esplèndid, de les arts les lletres, sempre distingit, amb un tracte cortesà, va viure de nombroses rendes que el van convertir en un magnat i mecenes. Era arrogant i simpàtic, afable i galant, de bons modals i amb un vestir que destacava més enllà de la sobrietat dels seus hàbits sacerdotals.
Va ser nomenat membre de la Reial Acadèmia de la Història el 27 de setembre de 1802, a més també va rebre el collar de l'Orde de Carles III.